# Río Chocón Machacas
El río Chocón Machacas es un corto río costero de 53 km que discurre por el este de Guatemala.  Sus fuentes se encuentran en la vertiente oriental de la Sierra de Santa Cruz. Fluye en dirección oeste-suroeste y desemboca en el Golfete Dulce. El complejo Chocón Machacas, río Dulce y Golfete forma uno de los últimos hábitats en Guatemala para el manatí del Caribe (Trichechus manatus), una especie en peligro de extinción.